# شیخ زهراو
شیخ‌زهراو، روستایی در دهستان دهکده بخش مرکزی شهرستان حمیدیه در استان خوزستان ایران است.

## جمعیت
بر پایه سرشماری عمومی نفوس و مسکن در سال ۱۳۹۵، جمعیت این روستا برابر با ۲٬۲۹۰ نفر (۵۳۰ خانوار) بوده است.